# أحادية شاذة

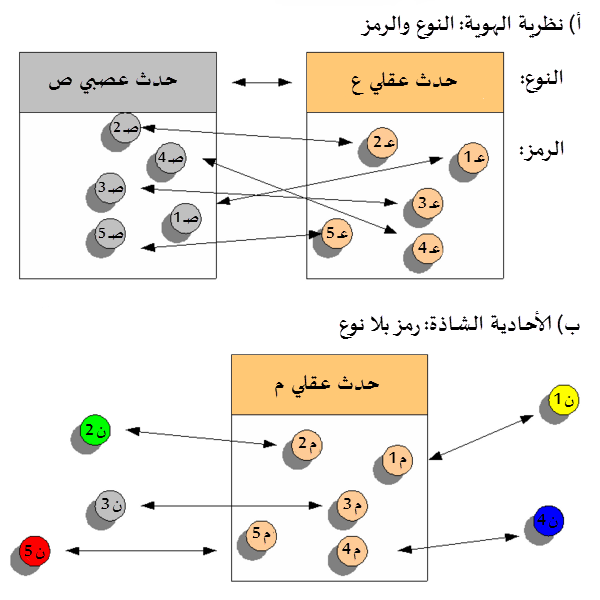

الأحادية الشاذة (Anomalous monism) هي أطروحة فلسفية تتعلق بمسألة العقل - الجسد، طرحها لأول مرة دونالد ديفيدسون في ورقة بحثية نشرها سنة 1970، بعنوان «الأحداث النفسية». تزعم هذه النظرية أن الأحداث والمتغيرات النفسية تتشابه وتتطابق مع الأحداث والمتغيرات الفيزيائية الجسدية. وأن النفسية منها تُعد «شاذة». مثلًا، العلاقات بين الأحداث النفسية لا يمكن تفسيرها عبر القوانين الفيزيائية، نظرًا إلى طبيعتها الذهنية.
وعلى هذا، يقدم ديفيدسون نظرية تفسر هوية العقل من دون التطرق إلى التفسيرات المختزلة التي ترتبط بنظرية هوية النوع. منذ نشر الورقة البحثية، صقل ديفيدسون نظريته وشذبها، وجاء الكثير من النقاد والداعمين للنظرية برؤاهم الخاصة لها، واختلفت الكثير من هذه الرؤى مع رؤية ديفيدسون للموضوع.

## نظرة عامة
تُصنف العلاقة بين النفسي والجسدي أولًا حسب تطابق الكيانات النفسية مع الكيانات الجسدية، وثانيًا حسب وجود قوانين سيكولوجية واضحة. ويكون التصنيف كالآتي: النوع الأول هو الأحادية القياسية، الذي ينص على وجود قوانين قوية ومترابطة، وأن الكيانات المترابطة متطابقة، ويُسمى هذا غالبًا فيزياء النوع. النوع الثاني الازدواجية القياسية، الذي ينص على وجود قوانين مترابطة، لكن الكيانات المترابطة غير متطابقة، ويُسمى هذا بالتماثل أو ازدواجية الخواص أو التناغم المسبق.
النوع الثالث هو الأحادية الشاذة، التي تقترح نوعًا واحدًا من الكينونات وترفض احتمالية الاختزال القياسي. وقد وضع ديفيدسون نظريته للأحادية الشاذة حلًا محتملًا لمعضلة الجسد والعقل. 
وفقًا للنظرية، لما كان كل حدث عقلي هو حدث مادي نوعًا ما، فإن الفكرة هي أن تفكير شخص ما في وقت معين، مثلًا، بأن الثلج لونه أبيض، هو نمط معين من إطلاق عصبي في دماغ الشخص في ذلك الوقت، حدث يمكن وصفه بأنه تفكير بأن الثلج أبيض (نوع من الأحداث العقلية) ونمط من إطلاق العصب (نوع من الأحداث الجسدية). 
يمكن وصف حدث واحد فقط من الناحية العقلية والبدنية. إذا كانت الأحداث العقلية أحداثًا جسدية، فيمكن على الأقل مبدئيًا شرحها وتوقعها، مثل جميع الأحداث البدنية، على أساس قوانين العلوم الفيزيائية. ومع ذلك، وفقًا للأحادية الشاذة، لا يمكن تفسير الأحداث أو التنبؤ بها على النحو المبين في المصطلحات العقلية، مثل «التفكير» و«الرغبة» وما إلى ذلك، لكن فقط كما هو موضح في المصطلحات المادية، هذه هي السمة المميزة للفرضية بوصفها نوعًا من الأحادية المادية الفيزيائية.

## جدال ديفيدسون الكلاسيكي للأحادية الشاذة
يقدم ديفيدسون دليلًا لنسخته عن الفيزيائية غير الاختزالية. تعتمد الحجة على المبادئ الثلاثة التالية:
1. مبدأ التفاعل السببي: توجد تفاعلات مسببة عقلية/جسدية، وكذلك تفاعلات مسببة جسدية/عقلية.
2. مبدأ الطابع القياسي للسبب: ترتبط جميع الأحداث بقوانين صارمة.
3. مبدأ الشذوذ العقلي: لا توجد قوانين نفسية وجسدية تربط العقل والجسد على هذا النحو، العقلي والجسدي.

## تفاعل سببي
المبدأ الأول ينبع من وجهة نظر ديفيدسون في وجود الأحداث، وطبيعة علاقة الأحداث العقلية -تحديدًا المواقف الافتراضية- بالأفعال الجسدية. 
يتحدث ديفيدسون عن وجود للأحداث، إذ تكون الأحداث -على عكس الأشياء أو الحالات- هي الكيانات الأساسية التي لا يمكن اختزالها في الكون العقلي والفيزيائي. 
كان موقفه الأصلي، هو أن التفرد في الحدث يجب أن يتم على أساس القوى السببية. تخلى لاحقًا عن هذا الرأي ليقول إن تفرد الأحداث قائم على أساس التمركز المكاني والزمني، لكن يبدو أن مبدأه للتفاعل السببي يتضمن نوعًا من الالتزام الضمني على الأقل للتمييز السببي. وفقًا لهذا الرأي، فإن جميع الأحداث ناجمة عن أحداث أخرى، وهذا هو السبب الرئيسي الذي يميز ماهية الحدث.
جانب آخر لرؤية ديفيدسون للأحداث في نظرية الأحادية الشاذة، أن الحدث لديه عدد غير محدد من الخصائص أو الجوانب. حدث مثل «تشغيل مفتاح الضوء» لم يوصف بالكامل في كلمات تلك العبارة بالذات. إن «تشغيل مفتاح الضوء» يتضمن أيضًا «إضاءة الغرفة» و«تنبيه السارق في المطبخ»، إلخ. عند وقوع حدث مادي، مثل تشغيل الضوء، قد يرتبط مفتاح الضوء بمجموعة كبيرة جدًا من الأحداث العقلية -الأسباب- التي قد تكون قادرة على تفسير الفعل.
كيف يمكن معرفة السبب الحقيقي لتشغيل مفتاح الضوء؟ «أي حدث هو المسبب»؟ يقول ديفيدسون أن الحدث السببي، في مثل هذه الحالة، هو السبب المحدد الذي تسبب في حدوث الفعل: «لأنني أردت رؤيةً أفضل، فشغلت مفتاح الضوء، لا لأنني أردت تنبيه اللصوص في المطبخ». إذ إن الأخير هو مجرد نوع من الآثار الجانبية. لذا، بالنسبة لديفيدسون، «الأسباب هي أسباب» وهذا يفسر الفعالية السببية للعقل.

## الطابع القياسي للسببية
يتطلب مبدأ الطابع القياسي للسببية -أو مبدأ السبب/القانون- تغطية الأحداث بما يسمى القوانين الصارمة. افترض ديفيدسون في الأصل صحة هذا المبدأ، لكنه شعر في السنوات الأخيرة بالحاجة إلى تقديم مبرر منطقي لذلك. إذن ما هو القانون الصارم؟

### القوانين الصارمة
عندما يرتبط حدث معين (E1) سببيًا بحدث خاص آخر (E2)، يجب أن يكون هناك، وفقًا لديفيدسون، قانونًا مثل (C1 & D1) -> D2، إذ تمثل (C1) مجموعة من الشروط الأولية، ويمثل (D1) وصفًا كافيًا لـ (E1). بالنظر إلى (C1)، الذي هو سبب لوقوع الحدث (D2)، الذي يمثل وصفًا لـ (E2). كان ديفيدسون يهدف إلى تطبيق مبدأ السبب/القانون في كل من قوانين التتابع الزمني وكذلك قوانين العبور.
ولما كان ديفيدسون ينكر كل تلك القوانين، فهو يتضمن مسندات نفسية، أي قوانين مثل (M1 & M2 -> M3)، إذ تكون المسندات كلها قوانين نفسية أو مختلطة، مثل (M1 & M2 -> P1) و (P1 & P2 -> M1)، يترتب على ذلك استبعاد قوانين العبور مثل (P1 -> M1) أو (M1 -> P1) أو (M1 فقط إذا كانت P1).
مع ذلك، قد يُسمح بالمسندات العقلية فيما يسمى «قوانين التحوط» التي هي مجرد قوانين صارمة مؤهلة حسب مبدأ ثبات العوامل الأخرى. أي أن التعميم (M1 & M2 -> P1) هو مبرر مع ثبات باقي المتغيرات، ولا يمكن شرحه بالكامل في حالة، على سبيل المثال، (P2 & P3 & M1 & M2 & M3) -> P1.

### تبرير قانون السببية
دافع ديفيدسون عن مبدأ القانون بمراجعة محاولة كيرت جون دوكاس (1926) لتعريف العلاقات السببية الفردية. إذ يستند دوكاس في تعريفه إلى فكرة التغيير. إن حدث معين (C) هو سبب في حدث آخر (E) إذا -فقط إذا- كان (C) هو التغيير الوحيد الذي حدث في البيئة المباشرة لـ (E) قبل حدوثه. مثلًا، إن حركة احتكاك عود الثقاب هي سبب اشتعال عود الثقاب، ما دام الاحتكاك هو التغيير الوحيد الذي حدث في البيئة المجاورة مباشرةً لعود الثقاب.
يقلب ديفيدسون هذا الأمر، ويسأل: إذا لم يكن الأمر كذلك، فإن معرفتنا عن فكرة التغيير لا تتبع قوانين أساسية. يلاحظ ديفيدسون أولًا أن «التغيير» يحدث فقط عندما يصبح الجزء الحقيقي «الكاذب» لبعض الكيانات فيما بعد كاذبًا «حقيقيًا» لذلك الكائن. ثانيًا والأهم، تغيرت فكرة التغيير نفسها بمرور الوقت: حسب الفيزياء النيوتونية، تعد الحركة المستمرة تغييرًا، لكن ليس في الفيزياء الأرسطية. ومن ثم، يمكن القول إن ما نعتبره تغييرًا يعتمد على النظرية ويفترض مسبقًا فكرة خلفية للقوانين. لما كان التغيير أساسيًا لمبدأ السببية وهو يتبع قوانين، فإن السبب يعتمد أيضًا على قوانين.

## الشذوذ العقلي
يتطلب المبدأ الثالث تبريرًا مختلفًا. إذ يقترح أنه لا يمكن ربط الذهني بالجسدي في سلسلة من القوانين النفسية الجسدية، ليمكن توقع الأحداث العقلية وشرحها على أساس هذه القوانين. ينشأ هذا المبدأ من عقيدتين إضافيتين اعتنقهما ديفيدسون طوال حياته، المعيارية العقلية والشمولية الدلالية.

## الجدال حول الأحادية الشاذة والردود
تحدى تيد هوندريتش أطروحة الأحادية الشاذة، ما أجبر بكلماته «مخترع الأحادية الشاذة على التفكير مرة أخرى». لفهم حجة هوندريتش، من المفيد وصف المثال الذي يستخدمه لتوضيح أطروحة الأحادية الشاذة نفسها: إن حدث وضع حبتين من الكمثرى على ميزان يسبب حدث تحرك المؤشر إلى علامة 1 كجم.
لكن إذا وصفنا الحدث بأن «الشيئان الفرنسيان الأخضران سببا تحرك المقياس إلى علامة 1 كجم»، فإن هذا صحيح، لكن لا توجد علاقة أو قانون بين خضرة الكمثرى وفرنسيتها وبين تحرك المؤشر إلى علامة 1 كجم.
يشير هونديريش إلى أن ما نقوم به حقًا عندما نقول إنه «لا توجد علاقة قانونية بين شيئين تحت أوصاف معينة» هو أخذ خصائص معينة وملاحظة أن الشيئين ليسا مرتبطين بحكم تلك الخصائص المحددة. لكن هذا لا يعني أنهما ليسا في علاقة قانونية بسبب بعض الخصائص الأخرى، مثل الوزن في مثال الكمثرى. على هذا الأساس، يمكننا صياغة التعميم الذي يطلق عليه هونديريش «الطابع الاسمي للخصائص ذات الصلة السببية». ثم نسأل ما هي الخصائص ذات الصلة السببية للأحداث العقلية التي تسبب الأحداث الجسدية؟
نظرًا إلى أن ديفيدسون يعتقد أن الأحداث العقلية فعالة سببيًا، فيجب أن يكون حدثًا عقليًا على هذا النحو -الخصائص العقلية للأحداث العقلية- هي الخصائص ذات الصلة السببية. لكن إذا قبلنا الادعاءين الأولين لحجة الأحادية الشاذة، إلى جانب فكرة الفعالية السببية للعقلية، ومبدأ الخصائص ذات الصلة السببية، فإن النتيجة هي رفض الأحادية الشاذة لأن هناك بالفعل اتصالات تشبه القانون المادي. من ناحية أخرى، إذا كنا نرغب في الاحتفاظ بمبدأ شذوذ العقل، فيجب علينا رفض الفعالية السببية.
استجاب ديفيدسون لمثل هذه الحجج بإعادة صياغة الأحادية الشاذة ودافع عن النسخة المحسنة لأسباب فكرية. ويشير إلى أن الخلل فيما يسمى مشكلة الظاهرية المصاحبة يكمن في الخلط بينه وبين مفهوم «بحكم» أو «ضروري لـ» مع فكرة أن يكون الحدث مسؤولًا عن آخر. أيضًا، مثال هوندريتش للكمثرى والحجم يتم تزويره بطريقة ليؤخذ تأثير واحد فقط في الاعتبار: التغيير في المقياس. لكن قد يكون لوضع الكمثرى على الميزان العديد من التأثيرات المختلفة، قد تجذب انتباه العميل، مثلًا في هذه الحالة، تكون الخصائص ذات الصلة بالسببية هي بالضبط لون وشكل الفاكهة وخصائصها الأخرى. ومن ثم، فإن ما هو مرتبط أو غير مرتبط يعتمد جزئيًا على سياق الاهتمام التفسيري.